# تايلور كيلي
تايلور كيلي (بالإنجليزية: Taylor Kelly)‏ هو لاعب كرة قدم أمريكية أمريكي، ولد في 30 مارس 1991 في إيغيل في الولايات المتحدة.